# Liste auf dem Münchner Neuen Südfriedhof bestatteter Persönlichkeiten
Die Liste auf dem Münchner Neuen Südfriedhof bestatteter Persönlichkeiten führt bekannte Personen auf, die auf dem Neuen Südfriedhof im Südosten der bayerischen Landeshauptstadt München ihre letzte Ruhestätte fanden. Sie kann ihrer Natur nach nicht vollständig sein.

## Die Gräber bekannter Personen
Hinweis: Die Liste ist alphabetisch nach Nachnamen sortiert.
| Name                            | Geburtsjahr | Sterbejahr | Tätigkeit                                         | Grabnr. |
| ------------------------------- | ----------- | ---------- | ------------------------------------------------- | --- |
| Uschy Borsche                   | 1914        | 2002       | Bühnenbildnerin, erste Ehefrau von Dieter Borsche | 314-U2-35 |
| Lou van Burg                    | 1917        | 1986       | Showmaster                                        | 305-1-140 (Grab 2012 aufgelassen)                                                                                  |
| Otto Friebel                    | 1920        | 1992       | Schauspieler                                      | |
| Dieter Hildebrandt              | 1927        | 2013       | Kabarettist                                       | 209-A-7 a/b |
| Til Kiwe                        | 1910        | 1995       | Schauspieler und Synchronsprecher                 | |
| Bob Lockwood                    | 1953        | 1989       | Entertainer und Frauenimitator                    | (gegenüber dem aufgelassenen Grab von Lou van Burg)                                                                |
| Margot Mahler von Dieringshofen | 1945        | 1997       | Schauspielerin                                    | 301-U1-43a |
| Ute Mora-Lindert                | 1945        | 2003       | Schauspielerin                                    | 301-2-51c |
| Martin Morlock                  | 1918        | 1983       | Journalist und Autor                              | |
| Hannes Obermaier                | 1923        | 1990       | unter "Hunter" bekannter Boulevard-Journalist     | 216 – Reihe 1 |
| Karl Renar                      | 1928        | 1991       | Schauspieler                                      | |
| Helmut Schmeiser                | 1933        | 1998       | Bühnenbildner                                     | 301-UA-1 |
| Adolf Sommerauer                | 1909        | 1995       | Pfarrer                                           | 314-H-215 |
| Hans Stadtmüller                | 1905        | 1990       | Schauspieler                                      | 214-A-5 |
| Achim Strietzel                 | 1926        | 1989       | Schauspieler und Kabarettist                      | (Grab 1996 aufgelassen, Urne wurde im Sammelgrab der Stadt München – Krematorium St. Martinsplatz 1a – beigesetzt) |
| Udo Thomer                      | 1945        | 2006       | Schauspieler                                      | |
| Fritz Tillmann                  | 1910        | 1986       | Schauspieler und Synchronsprecher                 | 309-U-134 (Grab aufgelassen)                                                                                       |
| Walter Traut                    | 1907        | 1979       | Filmproduzent                                     | |
| Anna Wimschneider               | 1919        | 1993       | Autorin                                           | 109-2-20 |
| Hanna Wördy                     | 1927        | 1985       | Schauspielerin                                    | |